# Wanderwort

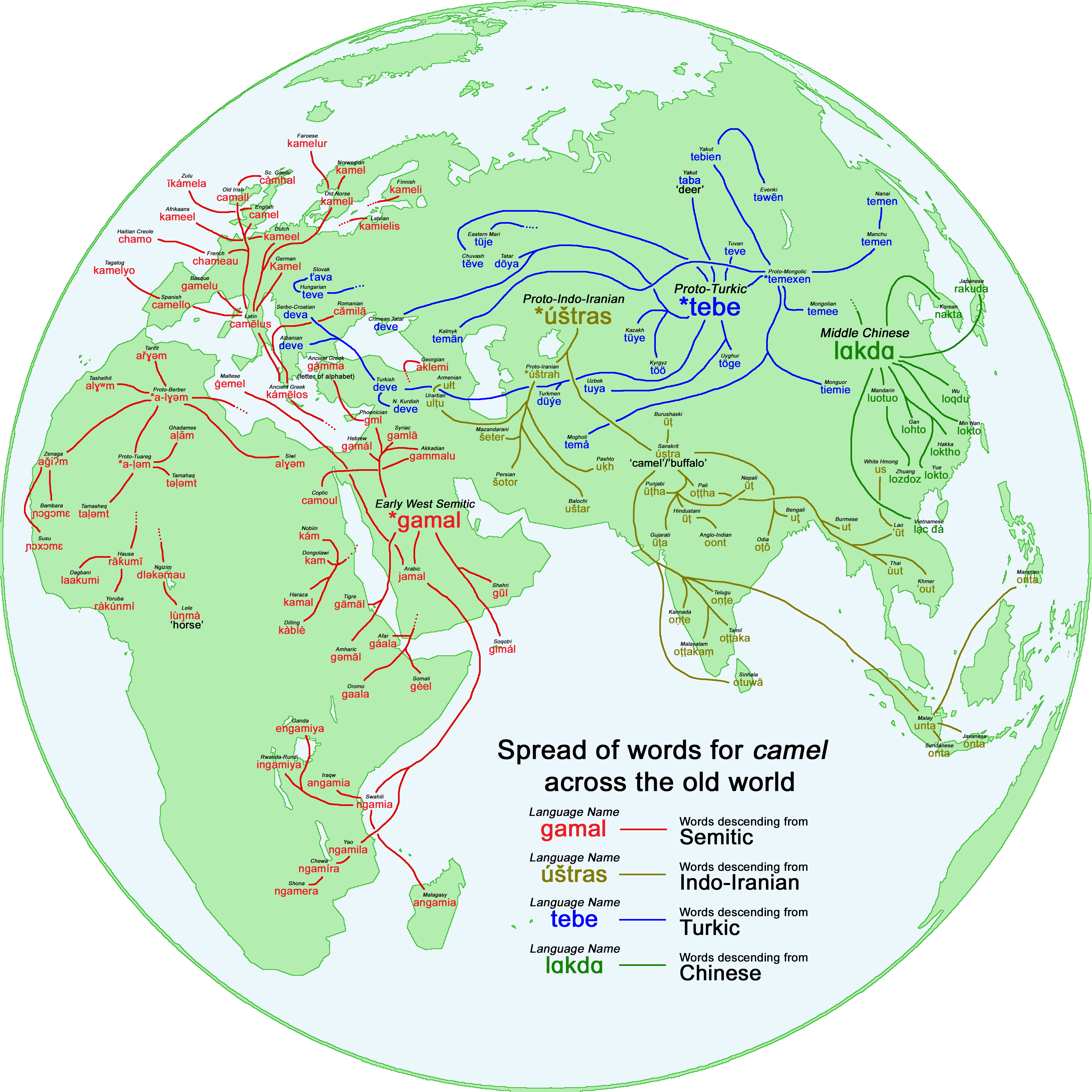
Vier Wanderwörter mit der Bedeutung 'Kamel'

Ein Wanderwort ist ein Wort, das sich schon in vor- oder frühgeschichtlicher Zeit durch Handel, Kriegführung oder auch Siedlungsbewegungen in vielen verschiedenen Sprachen und Kulturen verbreitet hat. Typische Beispiele für Wanderwörter sind Ingwer, Kümmel und Tee.

## Beispiele
Insbesondere werden als „Wanderwörter“ solche Lehnwörter bezeichnet, bei denen sich wegen ihrer weiten Verbreitung, ihres hohen Alters und der lückenhaften Überlieferung vieler Sprachen kaum mehr klären lässt, aus welcher Sprache sie ursprünglich stammen. So werden die zahlreichen arabischen, französischen, englischen usw. Wörter, die sich infolge der Islamischen Expansion des Mittelalters respektive der neuzeitlichen europäischen Expansion global verbreitet haben, nicht als Wanderwörter bezeichnet, ebenso wenig die zahlreichen lateinischen und griechischen Wörter, die schon seit dem Altertum im gesamten Mittelmeerraum und darüber hinaus verbreitet sind. Allerdings kann es auch für Wanderwörter allgemein akzeptierte Hypothesen über ihre Herkunft geben – wie etwa die weit verbreitete Annahme, dass das Wort „Tee“ letztlich chinesischen Ursprungs ist.
Einige antike Lehnwörter sind mit der Verbreitung von Schriftsystemen verbunden. Ein Beispiel dafür ist das sumerische musar, akkadisch musarum „Dokument, Siegel“, anscheinend ins Urindoiranische entlehnt als *mudra- „Siegel“ (mittelpersisch muhr, Sanskrit mudrā). Manche noch ältere, spätneolithische Wanderwörter wurden vorgeschlagen, zum Beispiel das sumerische gu-, uridg. gwou- „Ochse“; oder das sumerische balag, akkadisch pilaku-, uridg. pelek'u- „Beil“.
Schokolade und Tomate wurden beide aus dem klassischen Nahuatl über das Spanische in viele verschiedene Sprachen übernommen, wobei der genaue Ursprung von Schokolade unklar ist.
Farang, ein Begriff, der über das Arabische und Persische vom Ethnonym Franken abgeleitet wurde, bezieht sich auf (in der Regel weiße, europäische) Ausländer. Das Wort wurde in viele Sprachen entlehnt, die am oder in der Nähe des Indischen Ozeans gesprochen werden, darunter Hindi, Thai und Amharisch. Auch im Russischen existiert es in der Form „фрязин“ mit der gleichen Bedeutung.
Känguru stammt aus dem Guugu Yimidhirr  für das östliche graue Känguru; es gelangte durch die Aufzeichnungen von James Cooks Expedition von 1770 ins Englische und über das Englische in Sprachen auf der ganzen Welt.
Die Orange hat ihren Ursprung in einer dravidischen Sprache (wahrscheinlich Tamil, Telugu oder Malayalam), deren wahrscheinlicher Weg ins Englische, in der Reihenfolge, Sanskrit, Persisch, möglicherweise Armenisch, Arabisch, Italienisch und Altfranzösisch umfasst.
Die Wörter für „Pferd“ in vielen eurasischen Sprachen scheinen verwandt zu sein, wie z. B. Mongolisch „морь“ (mor), Mandschu „ᠮᠣᡵᡳᠨ“ (morin), Koreanisch „말“ (mal), Japanisch „馬“ (uma) und Thai „ม้า“ (máː) sowie in den sino-tibetischen Sprachen, die zu Mandarin „馬“ (mǎ) führen, und in Tibetisch „རྨང“ (rmang). Es kommt in mehreren keltischen und germanischen Sprachen vor, daher auch Irisch „marc“ und Englisch „mare“.